# Tolve
Tolve är en ort och kommun i provinsen Potenza i regionen Basilicata i Italien. Kommunen hade 3 190 invånare (2017).